# Diego Sosa (calciatore 1991)
Diego Sosa (Tandil, 24 ottobre 1991) è un calciatore argentino, centrocampista del San Miguel.

## Caratteristiche tecniche
È un esterno destro.

## Carriera

### Club
Cresciuto nel settore giovanile del Grupo Universitario, ha esordito fra i professionisti con l'Olimpo il 26 ottobre 2014 in occasione dell'incontro pareggiato 1-1 contro il Racing Club.